# Club Disco
Club Disco är det femte studioalbum av australiska sångerskan Dannii Minogue och släpptes av All Around the World den 5 november 2007. Ett dubbelalbum släpptes i Australien den 27 maj 2008 och inkluderade en bonus-CD med remixer. Albumet innehöll sex singlar, "You Won't Forget About Me", "Perfection", "So Under Pressure", "I Can't Sleep at Night", "He's the Greatest Dancer" och "Touch Me Like That", med fem som nådde förstaplatsen på UK Dance Chart.

## Låtlista
| Nr  | Titel                                                 | Kompositör                                                                                              | Längd |
| --- | ----------------------------------------------------- | --- | ----- |
| 1.  | Feel Like I Do (JCA Remix)                            | Dannii Minogue, Jean-Claude Ades, Hannah Robinson                                                       | 3:51  |
| 2.  | Perfection (12" Mix)                                  | Minogue, Rob Davis, Therese Grankvist, Julian Napolitano, Simon Langford, Peter Jackson, Gerald Jackson | 6:25  |
| 3.  | You Won't Forget About Me (feat. Flower Power)        | Minogue, Bruce Elliot-Smith, Peter Hammond, Stefano Mazzacani, Andrea Jeannin, Robinson                 | 3:44  |
| 4.  | Love Fight                                            | Minogue, Savan Kotecha, Jake Schulze                                                                    | 3:05  |
| 5.  | I'm Sorry                                             | Minogue, Kotecha, Schulze                                                                               | 3:25  |
| 6.  | Gone                                                  | Minogue, Terry Ronald, Lee Monteverde, Michael Ward                                                     | 3:57  |
| 7.  | So Under Pressure                                     | Minogue, Ronald, Monteverde, Ward                                                                       | 3:52  |
| 8.  | Good Times (The Fourty4s' 7" Mix)                     | Minogue, Klas Wahl, Georgios Nakas, Carl Olsson, Grankvist, Per Stappe                                  | 4:09  |
| 9.  | Sunrise                                               | Julian Gingell, Barry Stone, Minogue, Davis                                                             | 3:31  |
| 10. | He's the Greatest Dancer (LMC Radio Edit)             | Nile Rogers, Bernard Edwards                                                                            | 3:05  |
| 11. | I Can't Sleep at Night                                | Gingell, Stone, Minogue, Davis                                                                          | 3:28  |
| 12. | I Will Come to You                                    | Nina Woodford, Minogue, Davis                                                                           | 3:54  |
| 13. | I've Been Waiting for You                             | Ian Masterson, Ronald, Minogue                                                                          | 4:36  |
| 14. | Round the World                                       | Minogue, Ian Masterson, Ronald                                                                          | 3:33  |
| 15. | Do You Believe Me Now? (feat. Roger Sanchez)          | Roger Sanchez                                                                                           | 4:10  |
| 16. | Xanadu                                                | Jeff Lynne                                                                                              | 5:44  |
| 17. | You Won't Forget About Me (Afterlife Lounge Mix Edit) | Minogue, Elliot-Smith, Hammond, Mazzacani, Jeannin, Robinson                                            | 3:36  |
| 18. | I Can't Sleep at Night (Afterlife Lounge Mix Edit)    | Gingell, Stone, Minogue, Davis                                                                          | 5:44  |

- "Do You Believe Me Now?" ingår inte på den australiensiska version och "Touch Me Like That" ingick istället som det första spåret med resten av låtarna påföljande.